# JSON-LD
JSON-LD, of JavaScript Object Notation for Linked Data, is een methode om Linked data over te dragen via JSON.
Het streven was om zo eenvoudig mogelijk het bestaande JSON formaat om te zetten naar een semantisch formaat: JSON-LD.
Zo kunnen gegevens op vergelijkbare wijze met de traditionele JSON worden geserialiseerd. 
Het is een W3C standaard die is ontwikkeld door de JSON for Linking Data Community Group.

## Voorbeeld
```
{

  
"@context"
:
 
{

    
"name"
:
 
"http://xmlns.com/foaf/0.1/name"
,

    
"homepage"
:
 
{

      
"@id"
:
 
"http://xmlns.com/foaf/0.1/workplaceHomepage"
,

      
"@type"
:
 
"@id"

    
},

    
"Person"
:
 
"http://xmlns.com/foaf/0.1/Person"

  
},

  
"@id"
:
 
"http://nl.dbpedia.org/resource/Tim_Berners-Lee"
,

  
"@type"
:
 
"Person"
,

  
"name"
:
 
"Tim Berners-Lee"
,

  
"homepage"
:
 
"http://www.w3.org/People/Berners-Lee"

}

```

Dit voorbeeld beschrijft een persoon op basis van de FOAF vocabulary. 
Door alle gegevens semantisch te noteren zoals in het voorbeeld, kan een RDF processor herkennen dat het document informatie bevat over een persoon.
Wanneer de RDF processor bekend is met de FOAF vocabulary, kan deze bepalen welke eigenschappen de naam van persoon weergeven en welke eigenschappen de homepage van de persoon betreffen.